# Milton DeLugg
Milton DeLugg, vereinzelt auch De Lugg oder Delugg, (* 2. Dezember 1918 in Los Angeles, Kalifornien; † 6. April 2015 ebenda) war ein US-amerikanischer Musiker (Akkordeon), Komponist, Arrangeur und Dirigent.

## Leben
Milton Delugg studierte Musik an der UCLA, wobei er unter anderem von Tibor Serly unterrichtet wurde. Anschließend fand er Arbeit als Musiker beim Radio. Während des Zweiten Weltkriegs diente er beim Radio der United States Army Air Forces. Nach seiner Entlassung fand er wiederum Arbeit beim Radio und komponierte vereinzelt für Theaterproduktionen. 1946 nahm er unter eigenem Namen Titel wie „Bugle Call Rag“ und „Exactly Like You“ auf; 1950 begleitete er Charlie Parker bei einer NBC-Radiosession.
Ab Anfang der 1950er Jahre arbeitete er regelmäßig bei der Musikkomposition von Fernseh- und Filmproduktionen. 1956 nahm er für Columbia Records das Album Add a Part Jazz – and You mit einer All-Star-Formation auf, zu der u. a. Billy Butterfield, Phil Bodner, Hank Jones, Bernie Leighton, Tony Mottola, Barry Galbraith, Milt Hinton und Don Lamond gehörten. Mit den Neukompositionen für die deutschen Märchenfilme Aschenputtel, Der gestiefelte Kater, Dornröschen und Schneewittchen debütierte Delugg Mitte der 1950er Jahre als Filmkomponist.
Über vier Jahrzehnte arbeitete Delugg als Musikdirektor bei NBC, wobei er vor allen Dingen für Shows wie Broadway Open House, The Tonight Show und The Gong Show verantwortlich war. Er schrieb mehrere Jingles und komponierte mehrere Titelmelodien. Bis zuletzt war er noch als Komponist aktiv und zeigte sich über mehrere Jahre für die Macy’s Thanksgiving Day Parade verantwortlich.
DeLugg starb am 6. April 2015 im Alter von 96 Jahren in seinem Zuhause in Los Angeles an Herzversagen.

## Filmografie (Auswahl)
- 1950: Tanzen ist unser Leben – Let’s Dance (Let’s Dance) (Cameo-Auftritt)
- 1955: Aschenputtel (US-Version)
- 1955: Der gestiefelte Kater (US-Version)
- 1955: Dornröschen (US-Version)
- 1955: Schneewittchen (US-Version)
- 1964: Santa Claus Conquers the Martians